# Omar Marmoush
Omar Khaled Mohamed Abdel Salam Marmoush (em árabe: عمر خالد محمد عبد السلام مرموش, Cairo, 7 de fevereiro de 1999), mais conhecido como Marmoush, é um futebolista egípcio que atua como centroavante e meia-atacante. Atualmente joga pelo Manchester City e pela Seleção Egípcia.

## Carreira

### Wadi Degla
Marmoush estreou profissionalmente pelo Wadi Degla no Campeonato Egípcio em 8 de julho de 2016, entrando como substituto na partida contra o Al-Ittihad Alexandria Club, que terminou com uma vitória por 3–2. No total, ele fez dezesseis jogos na liga pelo Wadi Degla e marcou dois gols, antes de se mudar para o VfL Wolfsburg II em 2017.

### VfL Wolfsburg
Em 26 de maio de 2020, Marmoush fez sua estreia profissional pelo Wolfsburg na vitória por 4–1 sobre o Bayer Leverkusen pela Bundesliga na BayArena. Marmoush assinou seu primeiro contrato profissional pelo clube em 23 de junho. Em 5 de agosto de 2020, Marmoush fez sua estreia europeia em uma derrota por 3–0 (5–1 no total) contra o Shakhtar Donetsk nas oitavas de final da UEFA Europa League. Marmoush retornou ao Wolfsburg após sua temporada de sucesso na Bundesliga com o Stuttgart e recebeu a camisa número 33. Em 30 de julho de 2022, Marmoush marcou seu primeiro gol pelo clube em uma partida de 1–0 na primeira rodada da DFB-Pokal contra o Carl Zeiss Jena. Marmoush marcou seu primeiro gol na Bundesliga pelo clube em uma vitória por 3–2 sobre seu antigo clube emprestado, o VFB Stuttgart. Em 24 de janeiro de 2023, Marmoush marcou seu primeiro gol em 2023 em uma goleada por 5–0 sobre o Hertha Berlin, que lutava contra o rebaixamento. Marmoush assombrou seu antigo clube, o Stuttgart, novamente ao marcar o único gol em uma vitória por 1–0 na MHPArena. Marmoush terminou a temporada com 36 partidas, 6 gols e 1 assistência em todas as competições.

#### Empréstimos ao St. Pauli e Stuttgart
Em 5 de janeiro de 2021, Marmoush foi emprestado ao FC St. Pauli pelo restante da temporada. Ele jogou 21 partidas e marcou 7 gols pelo clube.
Em 30 de agosto de 2021, Marmoush foi emprestado ao VfB Stuttgart até o final da temporada. Ele marcou um gol de empate no último minuto contra o Eintracht Frankfurt em sua estreia. Mais tarde, ele foi nomeado o novato do mês da Bundesliga em setembro de 2021. Em 11 de dezembro de 2021, Marmoush enfrentou seu clube de origem, o Wolfsburg, e deu assistência para o gol de Konstantinos Mavropanos e, aos 79 minutos, Marmoush se adiantou para cobrar um pênalti e errou ao acertar sua tentativa de cavadinha no travessão. Marmoush também foi nomeado o Novato do Mês da Bundesliga em março de 2022. Ele completou seu período de empréstimo tendo marcado 3 gols em 21 jogos.

### Eintracht Frankfurt
Em 15 de maio de 2023, foi anunciado que Marmoush se juntaria ao Eintracht Frankfurt em uma transferência gratuita antes da temporada 2023–24 e usaria a camisa número 7. Em 13 de agosto de 2023, Marmoush marcou seu primeiro gol pelo Frankfurt em uma vitória por 7–0 sobre o 1. FC Lokomotive Leipzig na primeira rodada da DFB-Pokal. Em 27 de agosto de 2023, Marmoush marcou seu primeiro gol na Bundesliga pelo clube em um empate por 1–1 contra o 1. FSV Mainz 05. Em 21 de setembro, ele marcou seu primeiro gol em competições europeias de pênalti em uma vitória por 2–1 sobre o Aberdeen durante a Conference League. Marmoush teve uma temporada de estreia brilhante, marcando 16 gols em 37 jogos em todas as competições. Ele atraiu o interesse de transferência de clubes da Premier League, como Arsenal, Liverpool, Newcastle e Tottenham, graças à sua magnífica temporada de estreia pelo Die Adler. Marmoush marcou dois gols no empate de 3–3 do Frankfurt com o Borussia Dortmund e um gol na vitória por 5 a 1 contra o Bayern. Com 12 gols na temporada 2023-24 da Bundesliga, Marmoush se tornou o terceiro maior artilheiro africano.

### Manchester City
Em 23 de janeiro de 2025, o Manchester City, clube da Premier League, anunciou a contratação de Marmoush em um contrato de quatro anos e meio por um valor estimado de 59 milhões de euros. Em 15 de fevereiro, Marmoush marcou seu primeiro gol e hat-trick pelo City, na vitória de 4-0 sobre o Newcastle. Seu hat-trick é considerado o quarto mais rápido marcado por um jogador do clube na história da Premier League.

## Carreira internacional
Em 8 de outubro de 2021, Marmoush fez sua estreia pela seleção egípcia e marcou o único gol na vitória por 1–0 sobre a Líbia.[carece de fontes?]
Em 29 de dezembro de 2021, Marmoush foi nomeado para o elenco de 28 jogadores do Egito para a Campeonato Africano das Nações de 2021. Ele jogou em todas as três partidas da fase de grupos, bem como em todas as quatro eliminatórias a caminho da final contra o Senegal, que terminou em uma derrota por 4–2 nos pênaltis para o Egito.
Em 19 de março de 2022, Marmoush foi convocado para as partidas da terceira rodada das eliminatórias da Copa do Mundo FIFA de 2022 do Egito contra o Senegal. Ele jogou nas duas partidas, quando o Egito foi derrotado por 3–1 nos pênaltis e eliminado da disputa pela Copa do Mundo. Em 27 de setembro, Marmoush marcou o gol de abertura quando o Egito derrotou a Libéria por 3–0 em uma partida amistosa.
Em 24 de março de 2023, Marmoush marcou o segundo gol do Egito na vitória por 2–0 sobre o Malawi durante a qualificação para a Copa das Nações Africanas de 2023. Quatro dias depois, ele marcou na vitória por 4 a 0 fora de casa sobre o mesmo adversário. No Campeonato Africano das Nações de 2023, Marmoush marcou um gol no empate por 2–2 contra Gana para ajudar o Egito a se classificar para as oitavas de final.

## Títulos
VfL Wolfsburg II
- Fußball-Regionalliga Nord: 2018–19[22]